# モデスト・ナッツ
モデスト・ナッツ（英語: Modesto Nuts）は、アメリカ合衆国カリフォルニア州スタニスラウス郡モデストに本拠地をおくマイナーリーグのプロ野球チーム。MLBのシアトル・マリナーズ傘下A+級チームでカリフォルニアリーグ北地区に所属している。本拠地球場はジョン・サーマン・フィールド。

## 歴史
1946年にモデスト・レッズの名で創設され、1948年からMLB球団との提携が始まった。なお、1974年までの間、ヒューストン・コルト45's傘下だった1962年からの3年間を除いてチーム名を"レッズ"としていたが、シンシナティ・レッズと提携したことは無い。
1975年からはオークランド・アスレチックス傘下となり、2004年までの間、リッキー・ヘンダーソン、ホセ・カンセコ、マーク・マグワイア、ジェイソン・ジアンビ、ミゲル・テハダ、ティム・ハドソンらを輩出した。
2005年からはコロラド・ロッキーズ傘下となり、チーム名もモデスト・ナッツに改称された。"ナッツ"の由来は、モデスト周辺がアメリカでも有数の肥沃な土地が広がっており、アーモンドの生産が盛んなところからである。
その後、2017年からはシアトル・マリナーズ傘下となった。

## 過去の主な所属選手
- スパーキー・アンダーソン
- ジョー・モーガン
- トニー・ラルーサ
- レジー・ジャクソン
- ローリー・フィンガーズ
- ジョン・シピン
- レオン・リー
- マット・キーオ
- リッキー・ヘンダーソン
- ホセ・カンセコ
- マーク・マグワイア
- ウォルト・ワイス
- ジョン・ワズディン
- ジェイソン・ジアンビ
- スコット・スピージオ
- トニー・バティスタ
- ミゲル・テハダ
- ティム・ハドソン
- エリック・バーンズ
- ジョー・ブラントン
- ニック・スウィッシャー
- アンドレ・イーシアー
- トロイ・トゥロウィツキー
- フランクリン・モラレス
- デクスター・ファウラー
- ジョーリス・チャシーン
- エスミル・ロジャース
- クリス・ネルソン
- ウィリン・ロサリオ
- チャーリー・ブラックモン
- レックス・ブラザーズ
- フアン・ニカシオ
- ジョーダン・パチェコ
- ジョシュ・ラットリッジ
- ノーラン・アレナド
- コーリー・ディッカーソン
- エディ・バトラー
- スコット・オバーグ
- ジョン・グレイ
- トレバー・ストーリー
- デビッド・ダール
- カルロス・エステベス
- ライメル・タピア
- カイル・フリーランド
- ライアン・マクマホン
- 岩隈久志